# Matthias Schoder
Matthias Schoder (* 20. Juli 1982 in Winterthur) ist ein ehemaliger Schweizer Eishockeytorhüter, der zuletzt beim EHC Visp in der Schweizer National League B unter Vertrag stand.

## Karriere

### Vereine
Schoder begann seine Karriere bei den Junioren des EHC Winterthur. 2001 wechselte er zu den GCK Lions, wo er abwechselnd beim GCK und beim Partnerteam ZSC Lions zum Einsatz kam. In der Saison 2003/04 wurde er für einige Spiele an den SC Langnau ausgeliehen. Nach einer weiteren Saison beim ZSC und beim GCK sah er keine weitere Perspektive in Zürich, da er Stammtorhüter Ari Sulander nicht verdrängen konnte. Deshalb wechselte er 2005 zu den SCL Tigers. Nach fünf erfolgreichen Jahren im Emmental wechselte er zur Saison 2010/11 zu den Rapperswil-Jona Lakers. Er war dort als Ersatztorhüter hinter Stammtorhüter Daniel Manzato eingeplant. Im Januar 2011 wurde Schoder vom EHC Visp verpflichtet. Er unterschrieb dort einen Zweijahresvertrag, der ab der Saison 2011/12 galt. Zum Saisonende 2016/17 beendete er seine aktive Karriere.

### Nationalmannschaften
Matthias Schoder vertrat sein Heimatland bei der U18-Junioren-Weltmeisterschaft 2000 und bei der U20-Junioren-Weltmeisterschaft 2002, wobei bei beiden Turnieren der vierte Platz erreicht wurde. Beim Turnier 2002 war er Ersatztorhüter hinter Tobias Stephan und kam nur zu einem Einsatz.

## Erfolge und Auszeichnungen
- 2014 Meister der National League B mit dem EHC Visp